# Новограбленова (вулкан)
Новограбленова — потухший вулкан на западном склоне Срединного хребта, в верховьях левых притоков реки Кутины на полуострове Камчатка, Россия.
Назван в честь Прокопия Трифоновича Новограбленова — одного из первых камчатских краеведов и исследователей камчатских вулканов.
По форме это типичный щитовой вулкан. В географическом плане вулканическое сооружение имеет несколько неправильную форму, наиболее развитыми склонами являются северо-западные, подножие которых перекрыто вулканом Атласова, площадь — 70 км², объем изверженного материала 30 км³. Абсолютная высота — 2000 м, относительная: западных склонов — 1500 м, восточных — 150—200 м.
Вершина вулкана венчается тремя небольшими шлаковыми конусами, на вершинах которых имеются неглубокие, пологие кратеры. Состав продуктов извержений представлен базальтами и андезито-базальтами. Деятельность вулкана относится к современному (голоценовому) периоду.
Вулкан входит в группу северного вулканического района, срединного вулканического пояса.